# وادی بردی
وادی بردی (به عربی: وادي البردي) یک شهرداری در الجزایر است که در استان بویره واقع شده‌است.
 وادی بردی  ۹٬۲۲۱ نفر جمعیت دارد.